# Xu Sicun
Xu Sicun (* 5. Juni 1992) ist eine chinesische Freestyle-Skierin. Sie ist auf die Disziplin Aerials (Springen) spezialisiert.

## Biografie
Xu debütierte im Dezember 2010 in Beida Lake im Freestyle-Skiing-Weltcup und belegte dabei die Plätze acht und drei. Es folgte Platz sechs in Mont Gabriel und zum Saisonende der 12. Platz im Aerials-Weltcup. Bei den Weltmeisterschaften 2013 in Voss wurde sie Vierte und errang in der Saison 2013/14 mit zwei Top-Zehn-Platzierungen, darunter Platz drei in Beida Lake, den 11. Platz im Aerials-Weltcup. Bei den Weltmeisterschaften 2015 am Kreischberg sprang sie auf den achten Platz. Ihre bisher beste Weltcupsaison absolvierte sie 2018/19. Dabei kam sie im Weltcup zweimal auf den zweiten und einmal auf den dritten Platz und erreichte damit den siebten Platz im Gesamtweltcup und den zweiten Rang im Aerials-Weltcup. Beim Saisonhöhepunkt, den Weltmeisterschaften 2019 in Park City, belegte sie den 14. Platz. In der folgenden Saison kam sie mit drei Top-Zehn-Platzierungen, darunter Platz drei in Raubitschy und Rang zwei in Krasnojarsk auf den fünften Platz im Aerials-Weltcup.

## Erfolge

### Weltmeisterschaften
- Voss 2013: 4. Aerials
- Kreischberg 2015: 8. Aerials
- Park City 2019: 14. Aerials

### Weltcupwertungen
| Saison  | Gesamt | Gesamt | Aerials | Aerials |
| Saison  | Platz  | Punkte | Platz   | Punkte  |
| ------- | ------ | ------ | ------- | ------- |
| 2010/11 | 39.    | 22     | 12.     | 156     |
| 2011/12 | 52.    | 18     | 15.     | 181     |
| 2012/13 | 97.    | 13     | 23.     | 88      |
| 2013/14 | 39.    | 22     | 12.     | 156     |
| 2014/15 | 66.    | 14,71  | 19.     | 103     |
| 2017/18 | 159.   | 5      | 33.     | 30      |
| 2018/19 | 7.     | 59     | 2.      | 299     |
| 2019/20 | 33.    | 30,57  | 5.      | 214     |